# باسيل بلامر
باسيل بلامر (بالإنجليزية: Basil Plummer)‏ هو سياسي أسترالي، ولد في 20 مارس 1900، وتوفي في 3 فبراير 1968. نشط حزبياً في حزب العمال الأسترالي. وقد انتخب عضو مجلس نواب تسمانيا.